# Sandracottus chevrolati
Sandracottus hunteri (лат.) — вид жуков из семейства плавунцов.

## Описание
Блестящее жуки с широкоовальным телом длиной 13,0-13,5 мм. Окраска коричневато-желтая с черными рисунком. Брюшная сторона от темно-коричневой до чёрной. На наличнике имеются пара черных блестящих удлиненных пятна. Бороздки вдоль наличника, точки вдоль глаз и поперечное углубление около глаз отчетливо вдавлены. Усики тонкие. Их пятый членик удлинен — в 4,5 раза длиннее своей ширины. Надкрылья коричневато-желтые или ржаво-красные с черными рисунком. Ноги, особенно передние и средние, коричневато-желтые, задние ноги ржаво-коричневые или темно-коричневые. Отросток переднегруди короткий и широкий, в 1,5 раза длиннее своей ширины, уплощенный, тонко, но отчетливо скульптурированный. Задний край широко закругленный.

## Биология
Обитают в лужах, образованных после пересыхания водотоков. Донный грунт состоит из камней, грубого песка и гнилых листьев.

## Распространение
Встречается на Малых Зондских островах, Танимбаре, юго-востоке Сулавеси и южной части Молуккских островах.